# Пенза (Омская область)
Пенза — упразднённый хутор в Исилькульском районе Омской области. Входил в состав Украинского сельского поселения. Исключен из учётных данных в 1999 г.

## География
Располагался в 5 км к северо-западу от деревни Мясники.

## История
Хутор основан в 1913 году переселенцами из Пензенской губернии по другим сведениям в 1914 г. В 1928 году хутор Кискильды-Стау № 2 состоял из 9 хозяйств. В административном отношении входил в состав Сухачевского сельсовета Исилькульского района Омского округа Сибирского края.
Исключен из учётных данных постановлением законодательного собрания Омской области от 22 февраля 1999 года № 54.

## Население
По переписи 1926 г. на хуторе проживало 35 человек (15 мужчин и 20 женщин), основное население — русские.